# Most Happy Fella
Most Happy Fella, född 1967, död 5 december 1983 var en amerikansk standardhäst som tävlade i nordamerikansk passgångssport. Han är en av de tio hästar (2020) som lyckats segra i Cane Pace, Little Brown Jug och Messenger Stakes, och därmed ta titeln Triple Crown of Harness Racing for Pacers. 1970 röstades han bland annat fram till Pacer of the Year. Han tränades och kördes av Stanley Dancer under hela karriären.

## Karriär

### Tävlingskarriär
Most Happy Fella inledde sin tävlingskarriär som tvååring 1969, och vann under året flera insatslopp, bland annat American-National på Sportsman’s Park.
Som treåring tog Most Happy Fella titeln Triple Crown of Harness Racing for Pacers, då han segrade i Cane Pace, Little Brown Jug och Messenger Stakes. Han segrade även i Adios Pace och Shapiro Stakes. I sin 40:e och sista start kom han på andra plats bakom Laverne Hanover i American Classic mot äldre passgångare.

### Som avelshingst
Som avelshingst är han bland annat far till Cam Fella som blev utvald till Harness Horse of the Year 1982 och 1983, samt flera andra framgångsrika passgångare. Most Happy Fella var även far till miljonhästen Troublemaker och stona Silk Stockings och Tarport Hap.

### Död
Most Happy Fella dog den 5 december 1983 på Blue Chip Farm där han hela tiden stått som avelshingst. Hans avkommor hade sprungit in totalt 55 miljoner dollar då han dog, vilket gör honom till den ledande avelshingsten någonsin, oavsett ras.